# Sofia Niño de Rivera
Sofía Niño de Rivera Mesta (Ciudad de México, México; 23 de noviembre de 1981) es una comediante de stand-up y actriz mexicana.  Fue nombrada la mujer del año 2016 de la Ciudad de México, por la revista Chilango.

## Carrera
Niño de Rivera es parte del reparto  de Club de Cuervos, una comedia dramática de lengua española y obra de Netflix. Protagonizó un especial de comedia en la misma plataforma titulado Sofía Niño de Rivera: Expuesta, lanzado el 24 de junio de 2016. Fue la primera mujer mexicana en tener un especial de comedia en español en Netflix. Sofía Niño de Rivera: Selección Natural, fue su segundo especial de stand-up en Netflix, estrenado el 30 de marzo de 2018.
En marzo de 2017, Niño de Rivera apareció en un episodio especial del talk show americano Conan titulado Conan Sin Fronteras: Hecho en México.

## Vida personal
Es hija de Luis Niño de Rivera, presidente de la Asociación de Bancos de México (ABM) y presidente del Consejo de Administración de Banco Azteca. Estudió en el Colegio Vista Hermosa, en la Ciudad de México. Sofía es licenciada en comunicación por la Universidad Anáhuac. Trabajó en publicidad hasta los 28 años, cuando  decidió empezar una nueva carrera en stand-up.Es prima de la activista Saskia Niño de Rivera.  
Está casada desde el 14 de abril de 2018 con Jorge Bermúdez Butcher, ejecutivo de YouTube.

## Trabajos

### Especiales de Comedia
| Año  | Título                                    | Distribuidor       |
| ---- | ----------------------------------------- | ------------------ |
| 2016 | Sofía Niño de Rivera: Expuesta            | Netflix            |
| 2018 | Sofía Niño de Rivera: Selección Natural   | Netflix            |
| 2018 | Sobreviví                                 | YouTube Premium    |
| 2022 | Sofía Niño de Rivera: Lo volvería a hacer | Amazon Prime Video |
| 2023 | Dime lo que quieres (de verdad)           | Película Vix       |
| 2024 | Y llegaron de noche                       | Serie Vix          |

### Doblaje
| Año  | Título       | Distribuidor |
| ---- | ------------ | ------------ |
| 2017 | Las Leyendas | Netflix      |